# 东里村
东里村，是中华人民共和国陕西省咸陽市三原县鲁桥镇下辖的一个村
。
2016年12月9日，东里村公布为第四批中国传统村落。
1992年4月20日，东里花园公布为第三批陕西省文物保护单位。